# 屋内霊園
屋内霊園（おくないれいえん）とは屋内にある霊園で霊園の形態の一つ。

## 概要
都心の土地不足、墓不足を背景に近年「屋内霊園」が増えてきている。「納骨堂」と言われるものが殆どであるが、ロッカー式、仏壇式、完全霊園型などのさまざまな納骨方法に加え、半屋内、完全屋内、ペット可能のものまで形態も豊富。 寺院の庭に設置された小規模のもの、寺院一体型のものから都内では日本最大級となる9階建てマンションタイプの大型のものまでさまざまなものがある。